# Panenka

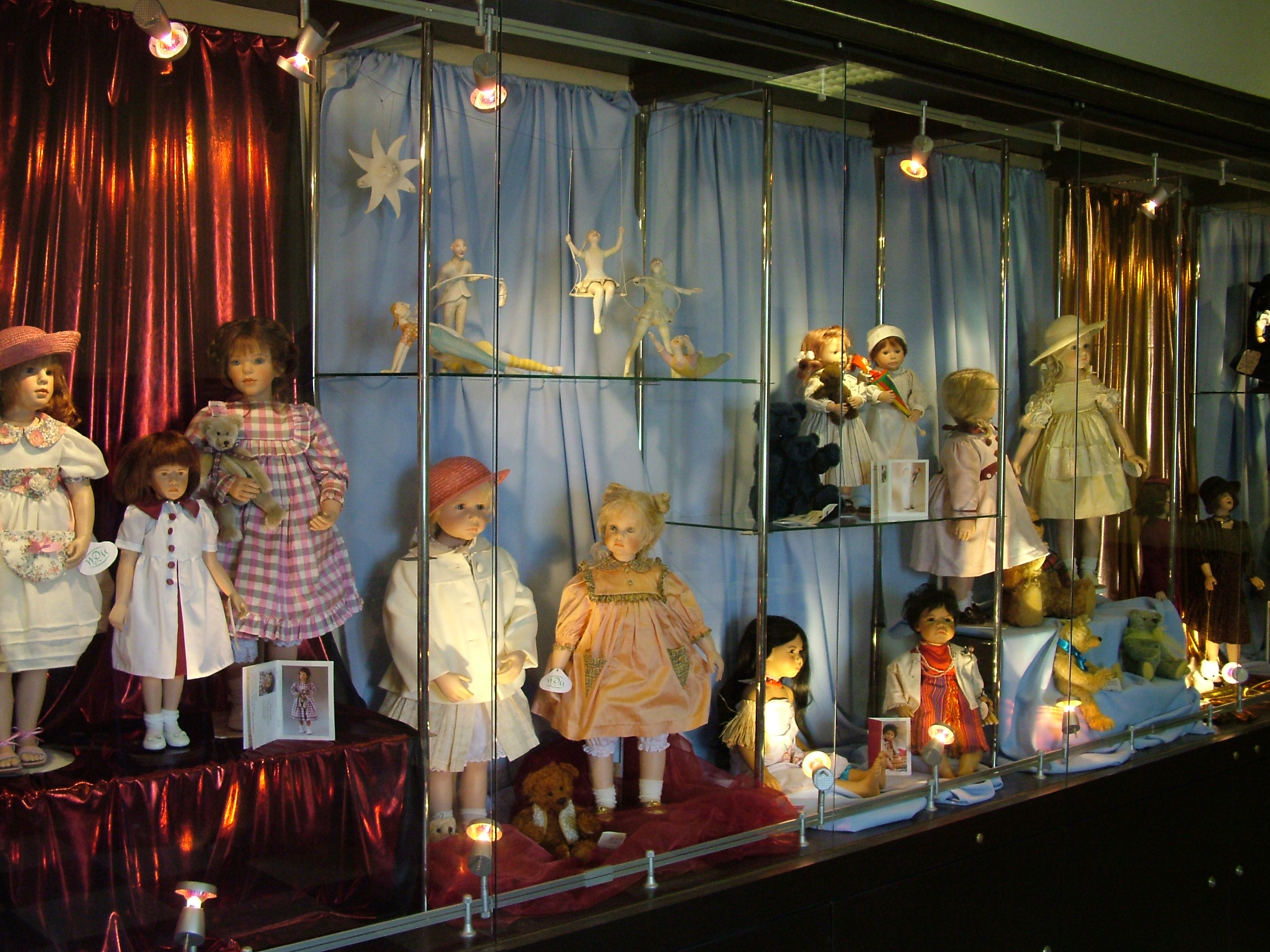
Výstava panenek v Budapešti

Panenka je dětská hračka, která má podobu malého dítěte, miminka nebo jiné lidské bytosti. Panenka může mít i podobu zvířete nebo pohádkové postavy.

## Historie
Historie panenky, jako obrazu lidské bytosti sahá až k samým počátkům naší civilizace. Totiž už i opičí samice si hrají s klackem, který reprezentuje mládě. Význam panenky byl však i mysticko-kultovní - sloužila k náboženským obřadům, kde zastupovala roli člověka. Nejstarší dochovaná panenka, která sloužila jako dětská hračka, pochází z Mezopotámie a byla vyrobená z alabastru. Ve starém Egyptě byla panenka z pádla užívána již v době 2000 př. n. l. a s pohyblivými končetinami a často velmi detailně a výtvarně zpracovaná v době okolo 200 let př. n. l.
Jedna z prvních písemných zmínek o existenci dřevěných panenek, jak je vnímána dnes, pochází z britské závěti z roku 1548, kde mezi odkazované patří i panenka s dřevěnou hlavou pokrytou sádrou. Rozmach řemeslné výroby je po Evropě datován na přelom 17. a 18. století do míst Grödnertalu v rakouském Tyrolsku, Bavorsku a Durynsku v Německu. Menší dílny pracují také ve Francii a Británii. Většinou se jedná o soustruženou výrobu s malovaným obličejem, vlásky a šitými šaty, s velmi jednoduše zpracovanými končetinami. Počátek řezbářských panen má kořeny v napodobování figurín z místních kostelů, kde řezbáři a truhláři čerpali inspiraci pro své dětské panenky. Dřevokloubové řezbované panenky (kolíčková holandská panenka) ve skutečnosti původem z Rakouska, též známé jako Peg wooden doll a Nuremburg filles pocházejí z bavorských a rakouských Tyrol.
Na území Čech začíná vznikat drobná řemeslná výroba dřevěných kloubových panenek (Dolls) od poloviny 18. století jako alternativa drahým dřevěným, nebo již porcelánovým pannám rakouské, německé, francouzské nebo anglické výroby. Postupem času se z nevalně zpracovaných výrobků, které byly nejprve opatřeny sádrovou hlavou s malovaným obličejem i vlasy, dřevěným tělem a textilními končetinami stala propracovaná výtvarná díla, která svým zpracováním konkurovala i těm nejuznávanějším značkám a řemeslníkům.
Zlatý věk panenek přichází v 19. století, kde díky novým výrobním technologiím vznikají především v Německu velké továrny produkující krásné biskvitové panenky.

## Materiály
Panenky byly v průběhu věků tvořeny z rozličných materiálů. Mezi základní přírodní materiály patří především textil a dřevo populární nejvíce do 19. století. Poté továrně zpracované materiály jako papírmaš, keramické materiály (biskvit, pairan, a glazovaný porcelán). S rozmachem syntetických látek přichází na scénu celuloid, plast a v současné době nejrozšířenější plyvinylchlorid (PVC).

## Sběratelství
Sběratelství panenek má tradici sahající až do středověku, kdy byly luxusní dekorační panenky jedním z ukazatelů prestiže jejího majitele. V současné době se sběratelé rozdělují na dvě velmi specifické skupiny - sběratelé historických panenek a panenek současných - to jest umělecké panenky, realistické panenky a rebornová miminka[.
Sběratelství realistických a rebornových panenek je populární především v Americe, kde také umění rebornu vzniklo, kvete ovšem v posledních letech i v Německu, které se pyšní největší panenkovou tradicí.
V České republice je sběratelství panenek, a to jak historických, také poměrně oblíbené.